# Pantera (band)
Pantera is een Amerikaanse groovemetalband, opgericht in 1981. Uiteindelijk maakten onder andere drank en drugs in 2003 een eind aan het succesverhaal van Pantera. In 2004, tijdens een optreden van de toenmalige band van de gebroeders Abbott, Damageplan, vond gitarist Darrell Abbott de dood op het podium. Een mentaal labiele Panterafan schoot tijdens het eerste nummer vier man dood, inclusief Darrell, en verwondde er drie.
Op 22 juni 2018 overleed Vincent Paul Abbott, die ook wel als 'Vinnie Paul' bekend stond.
In juli 2022 werd bevestigd dat Phil Anselmo en Rex Brown in 2023 opnieuw zouden toeren als Pantera.

## Geschiedenis
In de jaren tachtig begon Darrell Lance Abbott met onder anderen zijn broer, Vinnie Paul Abbott, de band Pantera. De uit Arlington (Texas) afkomstige metalband werd in 1990 populair in het metalcircuit door het uitbrengen van de agressieve plaat Cowboys from Hell. Voorheen maakten ze al vier albums, maar die worden meestal niet in een adem genoemd met de vijf studioalbums die vanaf 1990 uitgebracht werden, omdat de stijl compleet anders was dan de groovemetalstijl waar Pantera beroemd om is geworden.
In 1992 kwam het nog agressievere Vulgar Display of Power uit. Alle hair- en powermetal van eind jaren tachtig was hiermee volledig voorbijgestreefd. Pantera's derde album Far Beyond Driven kwam in 1994 binnen op nummer 1 in de Amerikaanse hitlijsten en de band werd in 1995 genomineerd voor een Grammy Award voor het nummer "I'm Broken". De band bracht nog twee studioalbums uit (The Great Southern Trendkill en Reinventing The Steel), maar het was duidelijk dat de groep door allerlei redenen (drank, drugs, interne twisten, aangaan van te veel nevenprojecten) over zijn top heen was. Na Reinventing the Steel ging de band nog een poosje op tournee, maar deze werd stopgezet na de aanslagen op het World Trade Center. Pantera werd nog wel een tweede keer genomineerd voor een Grammy Award in 2001 voor "Revolution Is My Name".
In 2003 ging de band officieel uit elkaar, na twee jaar niets meer te hebben gedaan. Volgens Dimebag Darrell en Vinnie Paul kwam dit doordat de andere twee leden niets meer van zich hadden laten horen. Darrell Abbott en diens broer Vinnie Abbott richtten vervolgens de band Damageplan op, die redelijk wat succes kende. Ondertussen was Phil Anselmo bezig met zijn nevenprojecten DOWN en Superjoint Ritual. Rex Brown wilde bij zijn zoon zijn maar ging later op tournee met Phil Anselmo's nevenproject DOWN.
In de nachtclub Alrosa Villa was Damageplan net met het eerste nummer begonnen toen Gale het podium opstormde. Gale richtte zijn wapen het eerst op Darrell Abbott, die meerdere malen van dichtbij geraakt werd. Een getuige zei dat de man eerst Darrell Abbott en daarna zijn lijfwacht (Jeff Thompson, 40) neerschoot, die probeerde Gale te overmeesteren. Er vielen in totaal vijf doden en drie gewonden. Voordat Gale nog meer slachtoffers kon maken, werd hij door de politie doodgeschoten. Later bleek dat Gale een aantal maanden daarvoor bij een optreden van Damageplan ook al het podium op probeerde te komen. Toen konden beveiligingsmensen hem nog tegenhouden. Gale hield de gitarist verantwoordelijk voor het uit elkaar gaan van zijn favoriete band Pantera. 'Dimebag' Darrell Lance Abbott werd 38 jaar.

## Groepsleden
- Terry Glaze (echte naam Terrence Lee), zang tot 1987
- Phil Anselmo (echte naam Philip Hansen Anselmo), zang
- Dimebag Darrell (echte naam Darrell Lance Abbott), gitaar
- Rex Brown (voor 1992 bekend als Rex Rocker), basgitaar
- Vinnie Paul (echte naam Vincent Paul Abbott), drums

## Discografie
| 1983            | Metal magic                                 | -   | -  |   | -  |   |    |
| 1984            | Projects in the jungle                      | 198 |    |   |    |   |    |
| 1985            | I am the night                              | -   | -  |   | -  |   |    |
| 1988            | Power metal                                 | 133 |    |   |    |   |    |
| 1990            | Cowboys from hell                           | 117 |    |   |    |   |    |
| 1992            | Vulgar display of power                     | 44  |    |   |    |   |    |
| 1994            | Far beyond driven                           | 1   | 47 | 8 |    |   |    |
| 1996            | The great southern trendkill                | 4   | 61 | 7 | 22 | 2 |    |
| 2000            | Reinventing the steel                       | 4   | 55 | 3 | -  |   |    |
| Livealbums:     |                                             |     |    |   |    |   |    |
| 1997            | Official live: 101 proof                    | 15  | 59 | 5 | -  |   |    |
| 2014            | Far Beyond Bootleg: Live from Donington '94 | -   | -  |   | -  |   |    |
| 2018            | Live At Dynamo Open Air 1998                | -   | -  |   | -  |   |    |
| Verzamelalbums: |                                             |     |    |   |    |   |    |
| 1994            | Driven downunder tour '94                   | -   | -  |   | -  |   |    |
| 1996            | The singles 1991-1996                       | -   | -  |   | -  |   |    |
| 2003            | The best of Pantera                         | 38  | -  |   | -  |   |    |
| 2010            | 1990-2000 A decade of domination            | -   | -  |   | -  |   |    |
| 2015            | History of hostility                        | -   | -  |   | -  |   |    |
| Anders:         |                                             |     |    |   |    |   |    |
| 1993            | Walk                                        | -   | -  |   | -  |   | ep |
| 1994            | Alive and hostile E.P.                      | -   | -  |   | -  |   | ep |
| 1994            | Hostile moments                             | -   | -  |   | -  |   | ep |
| 2006            | Rhino hi-five: Pantera                      | -   | -  |   | -  |   | ep |

### De Zwaarste Lijst
| Nummer            | '09* | '10* | '11* | '12* | '13 | '14 | '15 | '16 | '17 | '18 | '19 | '20 | '21 | '22 | '23 | '24 | '25 |
| ----------------- | ---- | ---- | ---- | ---- | --- | --- | --- | --- | --- | --- | --- | --- | --- | --- | --- | --- | --- |
| Cemetery Gates    | -    | 51   | 68   | -    | -   | -   | -   | -   | -   | -   | -   | -   | -   | -   | -   | -   | -   |
| Cowboys from Hell | 25   | 30   | 27   | 29   | 24  | 35  | 42  | 54  | 44  | 52  | 59  | 55  | 58  | -   | 65  | -   | -   |
| Fucking Hostile   | 53   | 61   | -    | 41   | -   | -   | -   | -   | -   | -   | -   | -   | -   | -   | -   | -   | -   |
| Walk              | 20   | 26   | 17   | 22   | 18  | 12  | 27  | -   | 48  | 24  | 21  | 19  | 17  | 21  | 19  | 20  | 21  |

*Tot 2012 had de Zwaarste Lijst 70 plaatsen, dit werd vanaf 2013 veranderd naar 66.

## Optredens in Nederland
- 15 maart 1991 - Arnhem, Rijnhal (met Judas Priest & Annihilator)
- 24 oktober 1992 - Arnhem, Rijnhal (met Megadeth)
- 1 februari 1993 - Amsterdam, Paradiso
- 2 februari 1993 - Tilburg, Noorderligt
- 12 oktober 1994 - Nijmegen, De Vereeniging
- 31 mei 1998 - Eindhoven, Dynamo Open Air Festival (opgenomen en officieel uitgebracht)
- 23 april 2000 - Den Bosch, Maaspoort (met Powerman 5000 en Satyricon)
- 20 juni 2023 - Amsterdam, AFAS Live
- 28 januari 2025 - Amsterdam, AFAS Live